# Любостиня (монастир)
Монастир Любостиня (серб. Манастир Љубостиња) — жіночий монастир Сербської православної церкви, розташований в центральній частині Сербії, поблизу міста Трстеник недалеко від курорту Врнячка-Баня. Одна з важливих пам'яток сербської середньовічної культури. Усипальниця княгині Миліци Сербської. Головний храм освячений на честь Успіння Пресвятої Богородиці.

## Історія
Монастир розташований у долині невеликої гірської річки Любостиня. Заснований вдовою князя Лазаря Хребеляновича княгинею Миліцею у 1388 році і будувався до 1405 року. Після повноліття Стефана і сходження його на князівство Миліца прийняла чернецтво в заснованому нею ж монастирі Любостиня. У ньому постриглася в черниці і отримала ім'я Євгенія. Перед смертю княгиня прийняла схиму з ім'ям Єфросинія. Померла 11 листопада 1405 року і була похована в монастирі. Крім мощей Миліци Сербської, в монастирі покоїться прах вдови сербського деспота Углеше Мрнявчевича Олени (у чернецтві — Євфимія).
Під час повстання Кочина крайина у 1870-х роках монастир Любостиня став центром антиосманського збройного руху. Після придушення повсталих турки спалили монастир, унаслідок чого більшість фресок і розписів були знищені. Крім того, після пожежі були знайдені і розграбовані скарби, які були сховані княгинею Миліцею в монастирській стіні за іконами. Серед пограбованих скарбів була корона князя Лазаря, яка сьогодні зберігається в Стамбулі.

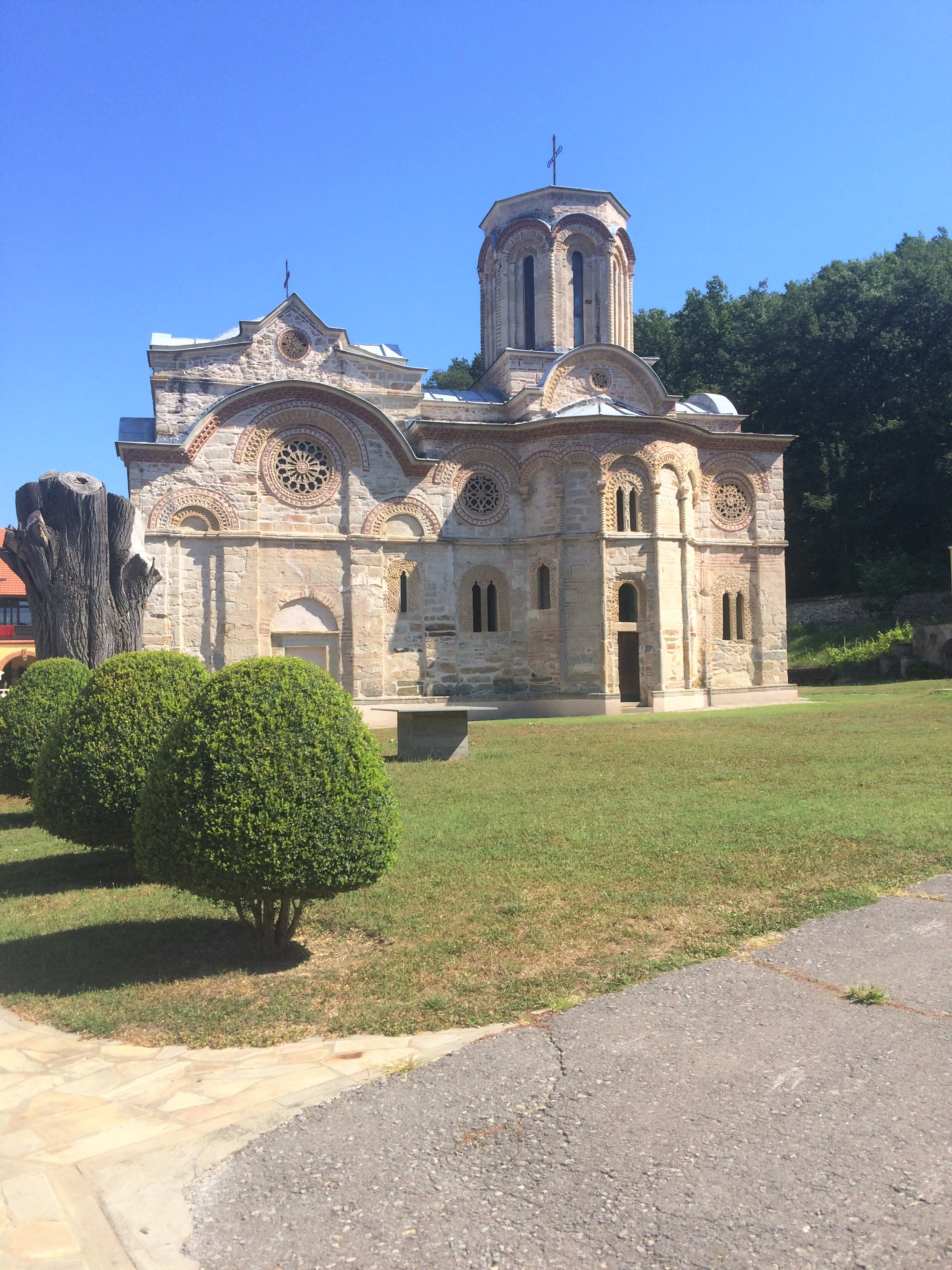
Храм Успіння Пресвятої Богородиці

У 1870 році в Любостині проходили послух лише чотири черниці. У 1895 році монастир мав 1078 га землі, з яких 990 га знаходилися під лісом. Крім полів і лугів, було три виноградники та сім садів. Чистий монастирський капітал перевищував 18 тисяч динарів, а вся вартість нерухомого майна монастиря оцінювалася у 42 тисячі динарів.
Сьогодні Любостиня — жіночий монастир, в якому проходять послух близько п'ятдесяти черниць.

## Архітектура і оздоблення
Храм монастиря побудований у моравському стилі Раде Боровичем однокупольний у формі хреста-трилисника з трьома апсидами. Храм зведений з шліфованого каменю, оштукатурений і обкладений почергово рядами каменю і цегли; портали, наличник і купол декоровані різьбленням. Збереглися окремі фрески часів будівництва храму, у тому числі портрети князя Лазаря і княгині Миліци роботи ієромонаха Макарія. З живописних робіт також збереглися розписи Дванадесяті свята, Страсті Христові, Чудеса Христові. Також до наших днів зберігся іконостас, зроблений у 1866-1870 роках написаний художником Ніколою Марковичем з Белграда.